# Sister Sister Sister Tour
Il Sister Sister Sister Tour è stato il secondo tour musicale del gruppo musicale statunitense Haim, a supporto del loro secondo album in studio Something to Tell You (2017).

## Scaletta
1. Falling
2. Don't Save Me
3. Little of Your Love
4. My Song 5
5. Ready for You
6. You Never Knew
7. Want You Back
8. Walking Away
9. Something To Tell You
10. Nothing's Wrong
11. Forever
12. The Wire
13. Night So Long
14. Found It In Silence
15. Right Now

## Date
| Data           | Città            | Stato        | Luogo                         | Artisti di apertura          |
| Nord America   | Nord America     | Nord America | Nord America                  | Nord America                 |
| -------------- | ---------------- | ------------ | ----------------------------- | ---------------------------- |
| 3 aprile 2018  | Portland         | Stati Uniti  | Arlene Schnitzer Concert Hall | Lizzo                        |
| 4 aprile 2018  | Seattle          | Stati Uniti  | WaMu Theater                  | /                            |
| 6 aprile 2018  | Berkeley         | Stati Uniti  | Hearst Greek Theatre          | Lizzo                        |
| 7 aprile 2018  | Santa Barbara    | Stati Uniti  | Santa Barbara Bowl            | Lizzo                        |
| 11 aprile 2018 | Los Angeles      | Stati Uniti  | Fox Theatre                   | /                            |
| 13 aprile 2018 | Las Vegas        | Stati Uniti  | Pearl Concert Theater         | Lizzo                        |
| 14 aprile 2018 | Indio            | Stati Uniti  | Empire Polo Club              | Lizzo                        |
| 19 aprile 2018 | San Diego        | Stati Uniti  | The Observatory North Park    | Lizzo                        |
| 21 aprile 2018 | Indio            | Stati Uniti  | Empire Polo Club              | Lizzo                        |
| 24 aprile 2018 | Austin           | Stati Uniti  | Stubb's                       | Lizzo                        |
| 25 aprile 2018 | Houston          | Stati Uniti  | Revention Music Center        | Lizzo                        |
| 26 aprile 2018 | Dallas           | Stati Uniti  | South Side Ballroom           | Lizzo                        |
| 28 aprile 2018 | Atlanta          | Stati Uniti  | Coca-Cola Roxy                | Lizzo                        |
| 29 aprile 2018 | Nashville        | Stati Uniti  | War Memorial Auditorium       | Lizzo                        |
| 1º maggio 2018 | Washington, D.C. | Stati Uniti  | The Anthem                    | Lizzo                        |
| 3 maggio 2018  | Boston           | Stati Uniti  | Agganis Arena                 | Lizzo                        |
| 4 maggio 2018  | New York City    | Stati Uniti  | Radio City Music Hall         | Lizzo                        |
| 5 maggio 2018  | New York City    | Stati Uniti  | Radio City Music Hall         | Lizzo                        |
| 7 maggio 2018  | Toronto          | Canada       | Massey Hall                   | Lizzo                        |
| 8 maggio 2018  | Detroit          | Stati Uniti  | The Fillmore                  | Lizzo                        |
| 10 maggio 2018 | Kansas City      | Stati Uniti  | Uptown Theater                | Lizzo                        |
| 11 maggio 2018 | Chicago          | Stati Uniti  | Aragon Ballroom               | Lizzo                        |
| 12 maggio 2018 | Chicago          | Stati Uniti  | Aragon Ballroom               | Lizzo                        |
| 14 maggio 2018 | Saint Paul       | Stati Uniti  | Palace Theatre                | Lizzo                        |
| 28 maggio 2018 | Morrison         | Stati Uniti  | Red Rocks Amphitheatre        | Maggie Rogers e Lizzo        |
| Europa         |                  |              |                               |                              |
| 3 giugno 2018  | Milano           | Italia       | Fabrique Milano               | Grace Carter                 |
| 4 giugno 2018  | Zurigo           | Svizzera     | X-TRA                         | Grace Carter                 |
| 5 giugno 2018  | Colonia          | Germania     | E-Werk                        | Grace Carter                 |
| 7 giugno 2018  | Varsavia         | Polonia      | Stodola                       | Grace Carter                 |
| 8 giugno 2018  | Berlino          | Germania     | Columbiahalle                 | Grace Carter                 |
| 10 giugno 2018 | Glasgow          | Regno Unito  | O2 Academy Glasgow            | Maggie Rogers                |
| 11 giugno 2018 | Manchester       | Regno Unito  | O2 Apollo Manchester          | Maggie Rogers                |
| 12 giugno 2018 | Dublino          | Irlanda      | Olympia Theatre               | Maggie Rogers                |
| 13 giugno 2018 | Dublino          | Irlanda      | Olympia Theatre               | Maggie Rogers                |
| 15 giugno 2018 | Londra           | Regno Unito  | Alexandra Palace              | Maggie Rogers e Grace Carter |
| 16 giugno 2018 | Londra           | Regno Unito  | Alexandra Palace              | Maggie Rogers e Grace Carter |
| 18 giugno 2018 | Amsterdam        | Paesi Bassi  | Paradiso                      | Maggie Rogers                |
| 19 giugno 2018 | Copenaghen       | Danimarca    | Tap1                          | Maggie Rogers                |
| 20 giugno 2018 | Stoccolma        | Svezia       | Annexet                       | Maggie Rogers                |
| 21 giugno 2018 | Oslo             | Norvegia     | Sentrum Scene                 | Maggie Rogers                |